# Atletismo en Guatemala

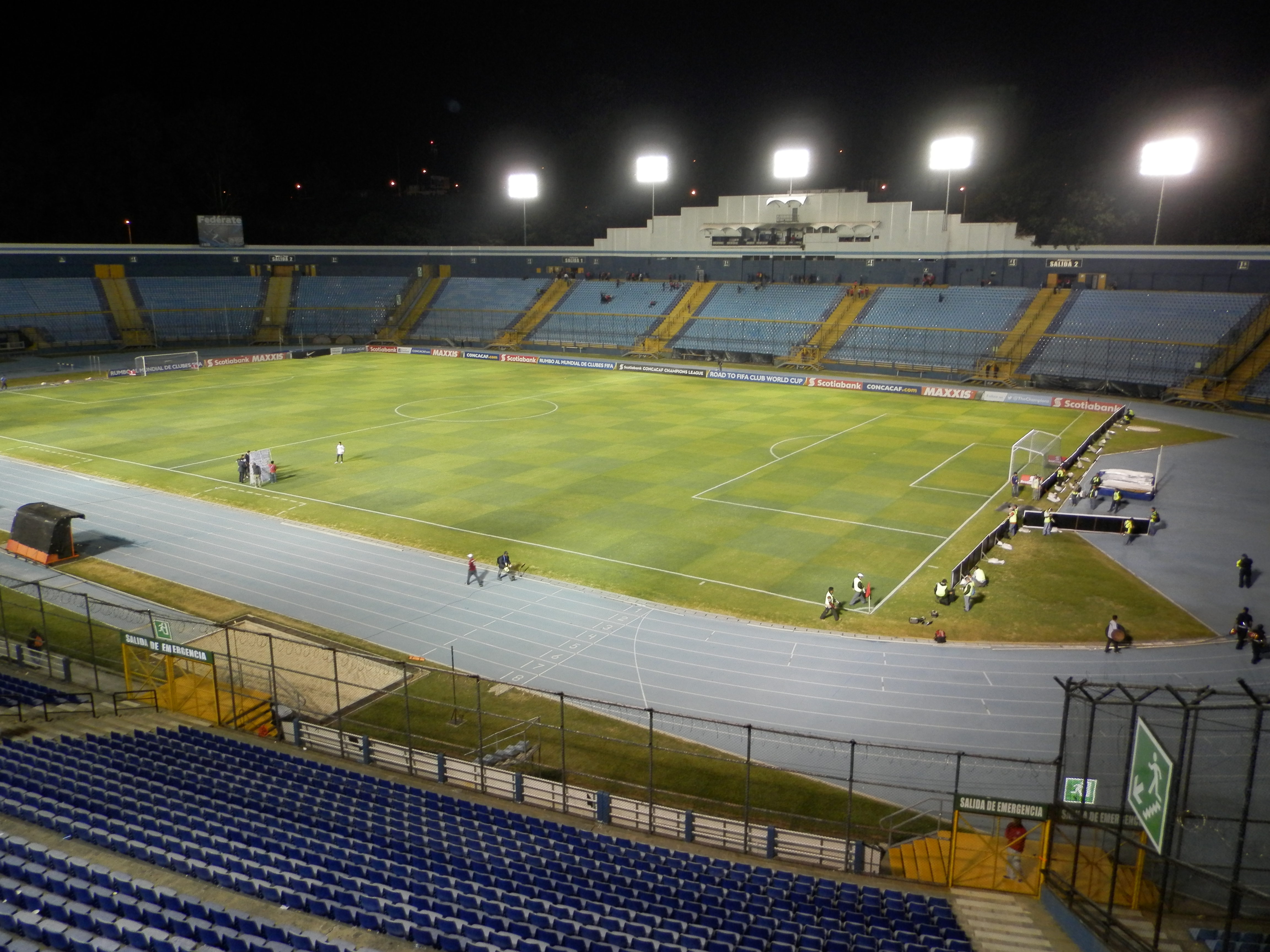
El estadio Mateo Flores
Estadio Mateo Flores, bautizado en honor del maratonista guatemalteco Doroteo Guamuch Flores (Mateo Flores) vencedor en la Maratón de Boston de 1952.

El atletismo en Guatemala está organizado por la Federación Nacional de Atletismo Guatemala, creada en 1945/1946, aunque su práctica se remonta 1899. Su máximo logro fue la obtención de la medalla de plata en los Juegos Olímpicos de Londres 2012, cuando Erick Barrondo salió segundo en la caminata olímpica de 20 km.
El atletismo guatemalteco tiene un lugar destacado en Centroamérica, habiendo logrado el primer lugar en el medallero en los X Juegos Deportivos Centroamericanos realizados en San José en 2013. En 2011 el deporte olímpico guatemalteco obtuvo su mejor desempeño panamericano en los Juegos celebrados en Guadalajara: en esa ocasión el atletismo aportó dos de las siete medallas de oro (Jamy Franco y Erick Barrondo en marcha 20 km), la misma cantidad obtenida en las quince ediciones anteriores, ubicándose en el decimoprimer lugar del medallero. 

## Historia
El atletismo comenzó a practicarse en Guatemala durante las Fiestas Minervalias, celebradas a partir de 1899, que incluían algunas pruebas atléticas. En 1924 fue uno de los tres países -junto a México y Cuba- que participó de los primeros Juegos Centroamericanos y del Caribe. 
Pero recién con la fundación en 1945/1946 de la Federación Nacional de Atletismo Guatemala, comenzaron a competir con continuidad los atletas guatemaltecos.
En los primeros Juegos Panamericanos de 1951 realizados en Buenos Aires, Enrique Salazar en decatlón y Luis Velásquez en maratón, obtuvieron medallas de bronce.
El 19 de abril de 1952 el deporte guatemalteco, por medio del atletismo, logra su primera victoria internacional en la Maratón de Boston, al vencer el corredor Doroteo Guamuch Flores (Mateo Flores), saliendo además en tercer lugar otro guatemalteco, Luis H. Velásquez. El significado del triunfo llevó a que el estadio olímpico construido dos años antes llevara su nombre. Mateo Flores también obtuvo la primera medalla de oro panamericana para Guatemala, en la maratón de los II Juegos Panamericanos de México de 1955, en tanto que Luis Velásquez obtuvo la de bronce en la misma prueba.
La primera participación olímpica se produjo en los Juegos Olímpicos de Helsinki 1952, aunque luego no enviaría delegación deportiva a los siguientes tres juegos, participando en todos los juegos desde México 1968.
A fines de la década de 1950 surgió el atleta Teodoro Palacios Flores especialista en salto en alto. Flores ganó la medalla de oro sucesivamente en tres Juegos Centroamericanos y del Caribe: en Caracas 1959, Kingstone 1963 y San Juan 1966. Salió tercero en el campeonato mundial realizado en el  Madison Square Garden de Nueva York en 1962 y ganó la medalla de plata en los Juegos Panamericanos de Sao Paulo 1963. El Gimnasio Nacional de Guatemala lleva su nombre.
En los Juegos Panamericanos de Mar del Plata 1995 el atletismo guatemalteco obtuvo dos medallas de bronce en marcha: Julio Urías (50 km) y Julio Martínez (20 km). En los Juegos Panamericanos de Santo Domingo 2003 	Luis García ganó la medalla de bronce, también en 50 km marcha. En los Juegos Panamericanos de Río de Janeiro 2007 José Amado García obtuvo la medalla de plata en la maratón.
En 2011 el deporte olímpico guatemalteco obtuvo su mejor desempeño panamericano en los Juegos celebrados en Guadalajara: en esa ocasión el atletismo aportó dos de las siete medallas de oro (Jamy Franco y Erick Barrondo en marcha 20 km), la misma cantidad obtenida en las quince ediciones anteriores, ubicándose en el decimoprimer lugar del medallero. En la misma competencia Mirna Ortiz ganó la medalla de plata en marcha y Jaime Quiyuch la medalla de bronce en marcha 50 km.
El máximo logro individual del atletismo guatemalteco, sería también el máximo logro del deporte guatemalteco: la medalla de plata obtenida por el corredor Erick Barrondo en la prueba de marcha 20 km en Londres 2012.